# Горка (Юдинский сельсовет)
Горка — деревня в Великоустюгском районе Вологодской области.
Входит в состав Юдинского сельского поселения, с точки зрения административно-территориального деления — в Юдинский сельсовет.
Расстояние по автодороге до районного центра Великого Устюга — 16 км, до центра муниципального образования Юдино — 10 км. Ближайшие населённые пункты — Афурино, Кульнево, Будрино.
По переписи 2002 года население — 7 человек.